# Gmina Mellerud
Gmina Mellerud (szw. Melleruds kommun) – gmina w Szwecji, w regionie Västra Götaland, z siedzibą w Mellerud.
Pod względem zaludnienia Mellerud jest 224. gminą w Szwecji. Zamieszkuje ją 9728 osób, z czego 48,99% to kobiety (4766) i 51,01% to mężczyźni (4962). W gminie zameldowanych jest 475 cudzoziemców. Na każdy kilometr kwadratowy przypada 18,89 mieszkańca. Pod względem wielkości gmina zajmuje 172. miejsce.